# Qwan'tez Stiggers
Qwan'tez London Stiggers (Atlanta, 8 gennaio 2002) è un giocatore di football americano statunitense che milita nel ruolo di cornerback per i New York Jets della National Football League (NFL).

## Carriera

### Fan Controlled Football
Diversamente da quasi tutti i giocatori professionisti, Stiggers non giocò mai nel college football. Su pressione della madre fece un provino per la Fan Controlled Football (FCF), una lega indoor di football americano. Lì disputò la stagione 2022, attirando l'attenzione dell'ex coordinatore offensivo dei Toronto Argonauts Josh Jenkins, che gli suggerì di fare un provino per la Canadian Football League (CFL).

### Toronto Argonauts
Stiggers firmò con gli Argonauts il 4 gennaio 2023. Mentre molti analisti si attendevano fosse svincolato prima dell'inizio della stagione a causa della sua scarsa esperienza, Stiggers riuscì a entrare nel roster della squadra per l'inizio della stagione regolare e divenne poi titolare, completando con successo la transizione verso il football canadese. Disputò 16 partite nella stagione regolare, mettendo a segno 53 tackle e 5 intercetti. A fine stagione fu premiato come rookie dell'anno e convocato per l'All-Star Game.

### New York Jets
Stiggers fu scelto nel corso del quinto giro (176º assoluto) del Draft NFL 2024 dai New York Jets. Fu il primo giocatore scelto direttamente dalla CFL da Jermaine Haley nel 1999. Debuttò con la squadra subentrando nel Monday Night Football del primo turno contro i San Francisco 49ers. La sua prima stagione nella NFL si chiuse con 8 placcaggi in 14 presenze, di cui una come titolare.

## Palmarès
- CFL All-Star: 1

2023
- Rookie dell'anno della CFL - 2023